# Xbox Live Indie Games
Xbox Live Indie Games, más conocida como XBLIG, es la plataforma de desarrollo de juegos indie para Xbox 360. Aportando de manera gratuita las herramientas de desarrollo XNA Game Studio en diciembre de 2006, los desarrolladores podrían crear videojuegos tanto para PC como para 360. Para realizar juegos a nivel comercial para el bazar de Marketplace, el desarrollador debería costear la licencia anual de desarrollo. Otros requisitos serían superar la fase de Peer Review, mediante la cual otros desarrolladores de XBLIG deberán dar de paso el juego, en lo referido a problemas técnicos y de contenido inapropiado.
En enero del 2012 el XBLIG contaba con más de 2250 videojuegos. Por normal general XBLIG está más bien enfocado a estudiantes, desarrolladores amateur que se inician en el mundo del desarrollo, pero se han dado casos de desarrolladores que han dado el salto a otras plataformas, como sería el caso de Zeboyd Games, responsables de Cthulhu saves the World y Breath Of Death VII, 2 de los juegos mejor valorados del XBLIG que migraron con éxito a Steam.

## Historia
Las primeras herramientas para XBLIG fueron desarrolladas para XNA Game Studio Express 1.0, en diciembre de 2006, con la idea de introducir a los nuevos programadores en el mundo de la creación de juegos. Durante los primeros compases de XNA el videojuego desarrollado estaba limitado a la consola en la que se había programado, suponiendo una limitación no poder compartirlo con otros. Durante la Game Developers Conference de febrero del 2008, Microsoft anunció el Xbox Live Community Games para el Marketplace de Xbox360, bazar donde los desarrolladores pondrían a la venta sus proyectos. De acuerdo con David Edery, responsable de Xbox Live Arcade, XBLIG supone un lugar donde adquirir experiencia en la programación sin la necesidad de los costes que implica el Xbox Live Arcade.

## Desarrollo
XBLIG cuenta con varias restricciones en cuanto al desarrollo:
- El binario del proyecto no puede superar los 500 MB, anteriormente eran 150 MB, desde el 4 de enero de 2012.[5][6]
- El precio de los juegos va desde 80, 240, 400 Microsoft Points (1, 3, 5 euros aproximadamente).Los proyectos por encima de 150 MB deben tener como mínimo un precio de 240 MP desde el 4 de junio de 2012.[7]  Antes de la actualización del 2009 los precios eran de 200, 400 y 800 MP.[8]
- 8 minutos de demo, tras el cual si el jugador no compra el proyecto, el juego termina e informa que para seguir jugando debe comprar la versión completa. Los desarrolladores no tienen la posibilidad de variar el tiempo de la demo.[9] El tiempo fue inicialmente 4 minutos, pero por petición de los desarrolladores fue ampliado a 8.[9]
- XBLIG no cuenta con todas las facetas de XBLA.  XBLIG no cuenta con logros o aparición en el gamertag[9] Sin embargo cuenta con listas de amigos, invitaciones y multiplayer.[10]
- XBLIG sólo permitía a los desarrolladores lanzar 8 proyecto. Dicho límite aumentó a 20 tras la actualización del 4 de enero de 2012.[7]

XBLIG son creados y lanzados al bazar en un proceso de 4 pasos:
- Creación - Los juegos están escritos C# o Visual Basic .NET  usando el framework de XNA Game Studio, pertimiento a los desarrolladores el testeo del proyecto de manera interna antes de la salida del proyecto. El código final es compilado en un binario.
- Submission - El desarrollador carga su binario al App Hub, donde podrá especificar datos como los países de lanzamiento, el coste del juego, rating del juego, así como videos e imágenes promocionales.
- Playtest - La previa del testeo, permite a los desarrolladores con cuenta premium probar el juego para aportar su feedback al desarrollador, para así tener el juego lo más pulido posible a la hora de la Peer Review.
- Peer Review - Durante un mes el juego tendrá que tener dado el visto bueno por parte de los desarrolladores de XBLIG, en lo referido a problemas técnicos y de contenido inapropiado. En función del número de idiomas a los que venga traducido el juego, los pass aumentarán para asegurar su calidad en todas las zonas donde se ponga a la venta.
- Lanzamiento - Tras superar el Peer Review el juego ya está disponible en el bazar. Desarrolladores reciben un 70 % de los beneficios,  pudiendo Microsoft guardarse el derecho a un 10-30% en función del marketing que ellos realizasen.[12][13][14]

## Promociones
Para promocionar el bazar, la comunidad de XBLIG impulsó el "XBLIG Winter Uprising" y  "XBLIG Summer Uprising" donde los propios usuarios le dan un impulso a los mejores juegos del bazar del momento.

## Juegos Destacables
- 1000 Spikes (Plataformas)
- Astroman (Aventura/Plataformas)
- Breath Of Death VII (RPG)
- CastleMiner (Puzle)
- Cthulhu saves the world (RPG)
- Dead Pixel (Action-RPG)
- I Made a Game with Zombies in It! (Shoot 'em up)
- Planetary Shield (Acción)
- Protect Me Knight[16]  (Battle Tower/RPG)
- Soul Caster (Battle Tower/RPG)
- Soul Caster 2 (Battle Tower/RPG)
- Torque Quest (Aventura Gráfica)
- Trap Ball Edición Billar (Plataformas)
- Writer's Block (Aventura Gráfica)